# Koll’s Preiskatalog
Der Koll oder genauer Koll’s Preiskatalog ist unter Sammlern von Modelleisenbahnen der Modelle der Firma Märklin in Spur H0 eine Informationsquelle.
Der Katalog entstand aus persönlicher Sammel-Leidenschaft des Autors Joachim Koll und wird seit 1978 jährlich aufgelegt. Die Publikation wurde später wegen der enormen Produkt-Vielfalt des Hauses Märklin mehrgeteilt: Der Preiskatalog befasst sich mit den Serienprodukten und der Spezialkatalog mit sämtlichen bekanntgewordenen Sonderversionen. Hinzu gibt es weiterhin Ausgaben des unbebilderten Kompaktkatalogs im Taschenbuch-Format, die auf Sammlerbörsen und Auktionen einfacher mitgeführt werden können.
Der Koll enthält neben großen Mengen Bildern und sehr detaillierten Schilderungen der Unterscheidungsmerkmale von Modellen vieler Baujahre auch separate Kapitel zu Sammelthemen rund um Märklin. So beschreibt er die berüchtigte „Zinkpest“ (einen langfristigen Schaden an alten Modellen aus schlechten, zur Korrosion neigenden Metall-Legierungen), erläutert den Ablauf von Auktionen und spricht viele weitere für Sammler interessante Themen an.
Koll’s Preiskatalog befasst sich ausschließlich mit der Märklin-Modelleisenbahn in Spur H0 (von 1935 bis 1950 Spur 00 genannt). Ausnahmen sind die 1996 erstmals erschienenen zwei Kataloge zur Märklin Spur Z. Eine Ausgabe widmete sich dem Normalprogramm auf ca. 220 Seiten und ein Spezialkatalog für die Werbe- und Sondermodelle umfasste rund 280 Seiten. 1997 wurden die aktualisierten zweiten Ausgaben für die mini-club mit erweitertem Umfang, zusammen rund 580 Seiten, herausgebracht. Zurzeit ist keine neue Auflage der Spur-Z-Ausgaben geplant.